# NK Olimpija Lublana (2005)
NK Olimpija Lublana – słoweński klub piłkarski, mający siedzibę w stolicy kraju, mieście Lublana. Obecnie występuje w pierwszej lidze.

## Historia
Chronologia nazw:
- 2.03.2005: NK Bežigrad
- 2007: NK Olimpija Bežigrad
- 3.03.2008: NK Olimpija Lublana

W 2005 klub NK Olimpija Lublana przeżywał ogromne kłopoty finansowe, co doprowadziło go do bankructwa latem 2005. Wcześniej, 2 marca 2005 powstał w Lublanie nowy klub o nazwie NK Bežigrad. Zespół rozpoczął rozgrywki w lidze okręgowej. Nazwa Bežigrad wywodziła się nazwy stadionu i dystryktu, w którym Olimpija rozgrywała mecze. Po trzech latach klub zmienił nazwę na NK Olimpija Bežigrad, a 3 marca 2008 roku właśnie na NK Olimpija Lublana. Przez kolejne lata zespół piął się po ligowych szczeblach w kraju. W 2006 awansował z piątej do czwartej ligi, w 2007 z czwartej do trzeciej, a w 2008 z trzeciej do drugiej. Z kolei w 2009 awansował do pierwszej ligi, w której gra do dziś.

## Barwy klubowe i strój
| Zielony | Biały |

Klub ma barwy zielono-białe, które były głównymi kolorami rozwiązanej Olimpii. Przez całą historię piłkarze domowe spotkania zazwyczaj grają w zielonych koszulkach, białych spodenkach oraz zielonych getrach.

## Sukcesy

### Trofea międzynarodowe
| \| \| Zdobyte trofea w rozgrywkach międzynarodowych (stan na: 31-05-2018) \| |                                                                     |      |                  |
| Rozgrywki                                                                    | Osiągnięcie                                                         | Razy | Sezon(y)         |
| · Liga Mistrzów · (Puchar Europy)                                            | zdobywca                                                            | 0    |                  |
| · Liga Mistrzów · (Puchar Europy)                                            | finalista                                                           | 0    |                  |
| · Liga Mistrzów · (Puchar Europy)                                            | 1 runda kw.                                                         | 2    | 2016/17, 2018/19 |
| · Liga Europy · (Puchar UEFA)                                                | zdobywca                                                            | 0    |                  |
| · Liga Europy · (Puchar UEFA)                                                | finalista                                                           | 0    |                  |
| · Liga Europy · (Puchar UEFA)                                                | runda play-off                                                      | 1    | 2018/19          |
| · Puchar Zdobywców                                                           | zdobywca                                                            | 0    |                  |
| · Puchar Zdobywców                                                           | finalista                                                           | 0    |                  |
| · Superpuchar UEFA                                                           | zdobywca                                                            | 0    |                  |
| · Superpuchar UEFA                                                           | finalista                                                           | 0    |                  |
| · Puchar Intertoto                                                           | zdobywca                                                            | 0    |                  |
| · Puchar Intertoto                                                           | finalista                                                           | 0    |                  |
| FIFA                                                                         | Zdobyte trofea w rozgrywkach międzynarodowych (stan na: 31-05-2018) |      |                  |

### Trofea krajowe
| \| \| Zdobyte trofea w rozgrywkach Słowenii (stan na: 18-05-2025) \| |                                                             |      |                                    |
| Rozgrywki                                                            | Osiągnięcie                                                 | Razy | Sezon(y)                           |
| Mistrzostwo                                                          | I miejsce                                                   | 4    | 2015/16, 2017/18, 2022/23, 2024/25 |
| Mistrzostwo                                                          | II miejsce                                                  | 3    | 2011/12, 2012/13, 2018/19          |
| Mistrzostwo                                                          | III miejsce                                                 | 4    | 2016/17, 2019/20, 2020/21, 2023/24 |
| Puchar                                                               | zdobywca                                                    | 4    | 2017/18, 2018/19, 2020/21, 2022/23 |
| Puchar                                                               | finalista                                                   | 1    | 2016/17                            |
| Superpuchar                                                          | zdobywca                                                    | 0    |                                    |
| Superpuchar                                                          | finalista                                                   | 2    | 2012, 2013                         |
| II liga                                                              | I miejsce                                                   | 1    | 2008/09                            |
| II liga                                                              | II miejsce                                                  | 0    |                                    |
| II liga                                                              | III miejsce                                                 | 0    |                                    |
| Słowenia                                                             | Zdobyte trofea w rozgrywkach Słowenii (stan na: 18-05-2025) |      |                                    |

- 3.SNL (III poziom):
  - mistrz (1): 2007/08 (gr.Center)

## Poszczególne sezony

### Rozgrywki międzynarodowe

#### Europejskie puchary
Legenda do wszystkich tabel:
- Q – runda eliminacyjna, 1/16, 1/8, 1/4, 1/2 – odpowiednia faza rozgrywek, Grupa – runda grupowa, 1r gr – pierwsza runda grupowa, 2r gr – druga runda grupowa, F – finał, R – runda, PO – play-off
- k. – rzuty karne, los. – losowanie, Dogr. – dogrywka, w. – zasada bramek strzelonych na wyjeździe

| Sezon   | Rozgrywki               | Runda       | Klub                  | Dom            | Wyjazd         | Ogólnie        |
| ------- | ----------------------- | ----------- | --------------------- | -------------- | -------------- | -------------- |
| 2010/11 | Liga Europy             | 1Q          | Široki Brijeg         | 0–2            | 0–3            | 0–5            |
| 2011/12 | Liga Europy             | 1Q          | Široki Brijeg         | 3–0            | 0–0            | 3–0            |
| 2011/12 | Liga Europy             | 2Q          | Bohemians             | 2–0            | 1–1            | 3–1            |
| 2011/12 | Liga Europy             | 3Q          | Austria Wiedeń        | 1–1            | 2–3            | 3–4            |
| 2012/13 | Liga Europy             | 1Q          | Jeunesse Esch         | 3–0            | 3–0            | 6–0            |
| 2012/13 | Liga Europy             | 2Q          | Tromsø                | 0–0            | 0–1            | 0–1, Dogr.     |
| 2013/14 | Liga Europy             | 2Q          | Žilina                | 3–1            | 0–2            | 3–3, w.        |
| 2016/17 | Liga Mistrzów           | 2Q          | Trenčín               | 3–4            | 3–2            | 6–6, w.        |
| 2017/18 | Liga Europy             | 1Q          | VPS                   | 0–1            | 0–1            | 0–2            |
| 2018/19 | Liga Mistrzów           | 1Q          | Qarabağ Ağdam         | 0–1            | 0–0            | 0–1            |
| 2018/19 | Liga Europy             | 2Q          | Crusaders             | 5–1            | 1–1            | 6–2            |
| 2018/19 | Liga Europy             | 3Q          | HJK                   | 3–0            | 4–1            | 7–1            |
| 2018/19 | Liga Europy             | PO          | Spartak Trnawa        | 0–2            | 1–1            | 1–3            |
| 2019/20 | Liga Europy             | 1Q          | FK Rīgas              | 2–3            | 2–0            | 4–3            |
| 2019/20 | Liga Europy             | 2Q          | Yeni Malatyaspor      | 0–1            | 2–2            | 2–3            |
| 2020/21 | Liga Europy             | 1Q          | Vikingur              | 2–1 (D), Dogr. | 2–1 (D), Dogr. | 2–1 (D), Dogr. |
| 2020/21 | Liga Europy             | 2Q          | Zrinjski Mostar       | 2–3 (D), Dogr. | 2–3 (D), Dogr. | 2–3 (D), Dogr. |
| 2021/22 | Liga Konferencji Europy | 2Q          | Birkirkara            | 1–0            | 0–1            | 1–1, k: 5–4    |
| 2021/22 | Liga Konferencji Europy | 3Q          | Santa Clara           | 0–1            | 0–2            | 0–3            |
| 2022/23 | Liga Konferencji Europy | 1Q          | FC Differdange 03     | 1–1            | 2–1            | 3–2, Dogr.     |
| 2022/23 | Liga Konferencji Europy | 2Q          | Sepsi Sfântu Gheorghe | 2–0            | 1–3            | 3–3, k: 2–4    |
| 2023/24 | Liga Mistrzów           | 1Q          | Valmiera FC           | 2–1            | 2–1            | 4–2            |
| 2023/24 | Liga Mistrzów           | 2Q          | Łudogorec Razgrad     | 2–1            | 1–1            | 3–2            |
| 2023/24 | Liga Mistrzów           | 3Q          | Galatasaray SK        | 0–3            | 0–1            | 0–4            |
| 2023/24 | Liga Europy             | PO          | Qarabağ               | 0–2            | 1–1            | 1–3            |
| 2023/24 | Liga Konferencji Europy | Grupa A     | Lille                 | 0–2            | 0–2            | 3. miejsce     |
| 2023/24 | Liga Konferencji Europy | Grupa A     | Slovan Bratysława     | 0–1            | 2–1            | 3. miejsce     |
| 2023/24 | Liga Konferencji Europy | Grupa A     | KÍ Klaksvík           | 2–0            | 0–3            | 3. miejsce     |
| 2024/25 | Liga Konferencji        | 2Q          | Polissia Żytomierz    | 2–0            | 2–1            | 4–1            |
| 2024/25 | Liga Konferencji        | 3Q          | Sheriff Tyraspol      | 3–0            | 1–0            | 4–0            |
| 2024/25 | Liga Konferencji        | PO          | HNK Rijeka            | 5–0            | 1–1            | 6–1            |
| 2024/25 | Liga Konferencji        | Faza ligowa | LASK Linz             | 2–0 (D)        | 2–0 (D)        | 14. miejsce    |
| 2024/25 | Liga Konferencji        | Faza ligowa | Heidenheim            | 1–2 (W)        | 1–2 (W)        | 14. miejsce    |
| 2024/25 | Liga Konferencji        | Faza ligowa | HJK Helsinki          | 2–0 (W)        | 2–0 (W)        | 14. miejsce    |
| 2024/25 | Liga Konferencji        | Faza ligowa | Cercle Brugge         | 1–4 (D)        | 1–4 (D)        | 14. miejsce    |
| 2024/25 | Liga Konferencji        | Faza ligowa | Jagiellonia Białystok | 0–0 (W)        | 0–0 (W)        | 14. miejsce    |
| 2024/25 | Liga Konferencji        | Faza ligowa | Larne                 | 1–0 (D)        | 1–0 (D)        | 14. miejsce    |
| 2024/25 | Liga Konferencji        | 1/16        | Borac Banja Luka      | 0–0            | 0–1            | 0–1            |
| 2025/26 | Liga Mistrzów           | 1Q          | Kajrat Ałmaty         | 1–1            | 0–2            | 1–3            |
| 2025/26 | Liga Konferencji        | 2Q          | Inter Club d’Escaldes | 4–2            | 1–1            | 5–3            |
| 2025/26 | Liga Konferencji        | 3Q          | Egnatia Rrogozhinë    | 0–0            | 4–2            | 4–2, Dogr.     |
| 2025/26 | Liga Konferencji        | PO          | Noah Erywań           | –              | –              | –              |

### Rozgrywki krajowe
| \| Słowenia \| Bilans występów klubu NK Olimpija Lublana w rozgrywkach piłkarskich Słowenii (Stan na 31 maja 2018 r.) \| \| | |        |       |     |    |    |     |     |     |         |        |        |      |
| Poziom | Rozgrywki                                                                                              | Sezony | Mecze | Z   | R  | P  | B+  | B–  | Pkt | Lata    | Awanse | Spadki | Naj. |
| I | PrvaLiga                                                                                               | 9      | 324   | 162 | 76 | 86 | 521 | 314 | 560 | od 2009 | 0      | 0      | 1    |
| II | 2.SNL                                                                                                  | 1      | 26    | 17  | 5  | 4  | 69  | 25  | 56  | 2008/09 | 1      | 0      | 1    |
| III | 3.SNL                                                                                                  | 1      | 24    | 20  | 3  | 1  | 79  | 13  | 63  | 2007/08 | 1      | 0      | 1    |
| IV | 4.SNL                                                                                                  | 1      | 22    | 19  | 3  | 0  | 91  | 13  | 60  | 2006/07 | 1      | 0      | 1    |
| V | 5.SNL                                                                                                  | 1      | 17    | 16  | 1  | 0  | 82  | 9   | 49  | 2005/06 | 1      | 0      | 1    |
| Słowenia | Bilans występów klubu NK Olimpija Lublana w rozgrywkach piłkarskich Słowenii (Stan na 31 maja 2018 r.) |        |       |     |    |    |     |     |     |         |        |        |      |

#### Liga słoweńska
Klub w sezonie 2005/06 startował w V lidze. Co roku piął się po szczeblach hierarchii do góry, aby w 2009 osiągnąć najwyższy poziom. Od sezonu 2009/10 bez przerw występuje w pierwszej lidze. Dwukrotnie (w 2016 i 2018) zdobył tytuł mistrza kraju.

#### Puchar Słowenii
Od sezonu 2007/08 klub gra w rozgrywkach o Puchar kraju. W 2018 zdobył Puchar kraju.

#### Superpuchar Słowenii
2 razy klub przystąpił w rozgrywkach do walki o Superpuchar kraju, jednak dwukrotnie (w 2012 i 2013) przegrał w finale.

## Skład na sezon 2024/2025
Stan na 30 sierpnia 2024
| Nr | Poz. | Piłkarz              |
| -- | ---- | -------------------- |
| 2  | OB   | Jorge Silva          |
| 3  | OB   | David Sualehe        |
| 4  | OB   | Nikola Motika        |
| 6  | PO   | Peter Agba           |
| 8  | OB   | Justas Lasickas      |
| 9  | PO   | Dino Kojić           |
| 14 | OB   | Marcel Ratnik        |
| 15 | OB   | Marko Ristić         |
| 17 | OB   | Ahmet Muhamedbegović |
| 18 | NA   | Marko Brest          |
| 19 | NA   | Ivan Durdov          |
| 20 | NA   | Nemanja Motika       |
| 21 | OB   | Manuel Pedreño       |
| 22 | BR   | Denis Pintol         |

| Nr | Poz. | Piłkarz         |
| -- | ---- | --------------- |
| 23 | NA   | Diogo Pinto     |
| 24 | NA   | Reda Boultam    |
| 28 | NA   | Benjika Caciel  |
| 30 | NA   | Raul Florucz    |
| 33 | OB   | Jordi Govea     |
| 34 | PO   | Agustín Doffo   |
| 36 | BR   | Gal Lubej Fink  |
| 37 | NA   | Pedro Lucas     |
| 69 | BR   | Matevž Vidovšek |
| 77 | NA   | Aldin Jakupović |
| 88 | NA   | Thalisson       |
| 99 | NA   | Antonio Marin   |
| ?  | NA   | Mustafa Nukić   |

## Struktura klubu

### Stadion
Klub rozgrywa swoje mecze domowe na stadionie Stožice w Lublanie, który może pomieścić 16038 widzów, który został wybudowany w 2010. Wcześniej grał na stadionie Bežigrad.

### Inne sekcje
Klub prowadzi drużyny dla dzieci i młodzieży w każdym wieku. Również w klubie funkcjonuje sekcja piłki nożnej kobiet, koszykówki oraz hokeju na lodzie.

## Kibice i rywalizacja z innymi klubami

### Kibice
Główna grupa ultras klubu nosi nazwę Green Dragons (Zielone Smoki), jest jedną z dwóch największych grup ultras w kraju, która wspierała starą Olimpija aż do ich rozwiązania w 2005 roku i przeszła do nowego klubu w tym samym roku, ponieważ uważają nowy klub za następcę rozwiązanego klubu. Najczęściej noszą zielone i białe symbole i ubrania, które są kolorami klubu.

### Rywalizacja
Największym rywalem klubu jest NK Maribor.

### Derby
- NK Interblock
- ND Slovan Lublana